# Chicago Bulls 1998-1999
La stagione 1998-99 dei Chicago Bulls fu la 33ª nella NBA per la franchigia.
A seguito dello smantellamento del nucleo storico che aveva portato i Bulls a diventare una delle più grandi dinastie della storia della pallacanestro, la squadra passò praticamente da un giorno all'altro dall'essere una contender consolidata ad una da fondo classifica, in uno di quei rarissimi casi in cui un club campione in carica parte già senza velleità alcuna di difendere il proprio titolo.
Andato via coach Phil Jackson, come in un effetto domino lasciarono la squadra prima Michael Jordan, che si ritirò per la seconda volta, e il resto lo fecero i movimenti di mercato.
Il primo tassello fu Dennis Rodman, lasciato andare via da svincolato ed accasatosi poi ai Lakers; dopodiché fu il turno di Scottie Pippen, che fu scambiato agli Houston Rockets in cambio di Roy Rogers (che verrà poi tagliato); Steve Kerr fu mandato ai San Antonio Spurs; Luc Longley, centro titolare delle precedenti tre stagioni, fu ceduto ai Phoenix Suns in cambio di Mark Bryant ed una prima scelta nel draft del 1999 (che sarebbe poi divenuta Ron Artest); Jud Buechler fu spedito ai Detroit Pistons.
Quello che restava dei Bulls erano Toni Kukoc, che si prese di fatto il posto di ala piccola titolare lasciato vacante da Pippen, e Ron Harper che divenne di punto in bianco il leader della squadra; il resto era composto dai panchinari delle precedenti stagioni che all'improvviso si ritrovarono a giocarsi un posto in quintetto, e da giocatori pescati chissà dove finendo poi per essere più che una meteora, quale l'ungherese Kornel David. L'unico acquisto di rilievo, se così si può chiamare, operato dalla dirigenza Bulls fu quello di Brent Barry proveniente dai Miami Heat, chiamato a ricoprire il ruolo che fu di Jordan e che si unì alla franchigia di Chicago dopo aver firmato un contratto quinquennale; la permanenza di Barry in quel di Chicago durerà solo una stagione, sicché, complice anche infortuni vari e la situazione drammatica della squadra, deluderà le aspettative venendo spedito a Seattle nell'estate del 1999.
Proprio contro i Miami Heat, i Chicago Bulls diventano protagonisti di un primato negativo ad oggi ancora imbattuto: essi infatti stabiliscono il record per la minor quantità di punti messi a referto in una partita NBA da quanto è stato introdotto il cronometro dei 24 secondi - nell'occasione i punti furono soltanto 49.
Tutta questa situazione non fu oltretutto resa migliore dal fatto che al posto del partente Phil Jackson, fu ingaggiato come allenatore tale Tim Floyd, esordiente in NBA, scelto dal GM Jerry Krause in persona e fino ad allora allenatore collegiale per Iowa State; inutile dire che il suo stile di gioco non si tradusse affatto bene a livello professionistico.
I Bulls arrivarono ottavi ed ultimi nella Central Division della Eastern Conference, chiudendo la stagione al 15º ed ultimo posto ad est con un record di 13-37, mancando la qualificazione ai playoff per la prima volta dal 1984.

## Roster
| N° | Naz.                   | Ruolo | Sportivo         | Anno | Alt. | Peso |
| -- | ---------------------- | ----- | ---------------- | ---- | ---- | ---- |
| 1  | Stati Uniti (bandiera) | G     | Randy Brown      | 1968 | 188  | 86   |
| 2  | Stati Uniti (bandiera) | AC    | Mark Bryant      | 1965 | 206  | 111  |
| 5  | Stati Uniti (bandiera) | G     | Rusty LaRue      | 1973 | 188  | 95   |
| 7  | Croazia (bandiera)     | A     | Toni Kukoč       | 1968 | 208  | 87   |
| 8  | Stati Uniti (bandiera) | AG    | Dickey Simpkins  | 1972 | 206  | 112  |
| 9  | Stati Uniti (bandiera) | G     | Ron Harper       | 1964 | 198  | 84   |
| 11 | Stati Uniti (bandiera) | G     | Charles R. Jones | 1975 | 191  | 82   |
| 18 | Ungheria (bandiera)    | A     | Kornél Dávid     | 1971 | 206  | 107  |
| 21 | Stati Uniti (bandiera) | G     | Cory Carr        | 1975 | 191  | 95   |
| 22 | Stati Uniti (bandiera) | AP    | Keith Booth      | 1974 | 198  | 103  |
| 25 | Stati Uniti (bandiera) | G     | Corey Benjamin   | 1978 | 198  | 91   |
| 28 | Stati Uniti (bandiera) | C     | Andrew Lang      | 1966 | 211  | 111  |
| 31 | Stati Uniti (bandiera) | GA    | Brent Barry      | 1971 | 198  | 84   |
| 34 | Canada (bandiera)      | C     | Bill Wennington  | 1963 | 213  | 111  |
| 44 | Stati Uniti (bandiera) | AP    | Mario Bennett    | 1973 | 198  | 107  |

## Staff tecnico
- Allenatore: Tim Floyd
- Vice-allenatori: Bill Cartwright, Frank Hamblen, Tex Winter, Jim Woolridge
- Preparatore atletico: Fred Tedeschi
- Assistente preparatore: Walter Blase